# Trnavská univerzita v Trnavě
Trnavská univerzita v Trnavě (slovensky Trnavská univerzita v Trnave) je slovenská veřejná vysoká škola, založená roku 1992. Má čtyři fakulty v Trnavě a jednu v Bratislavě.

## Jezuitská univerzita

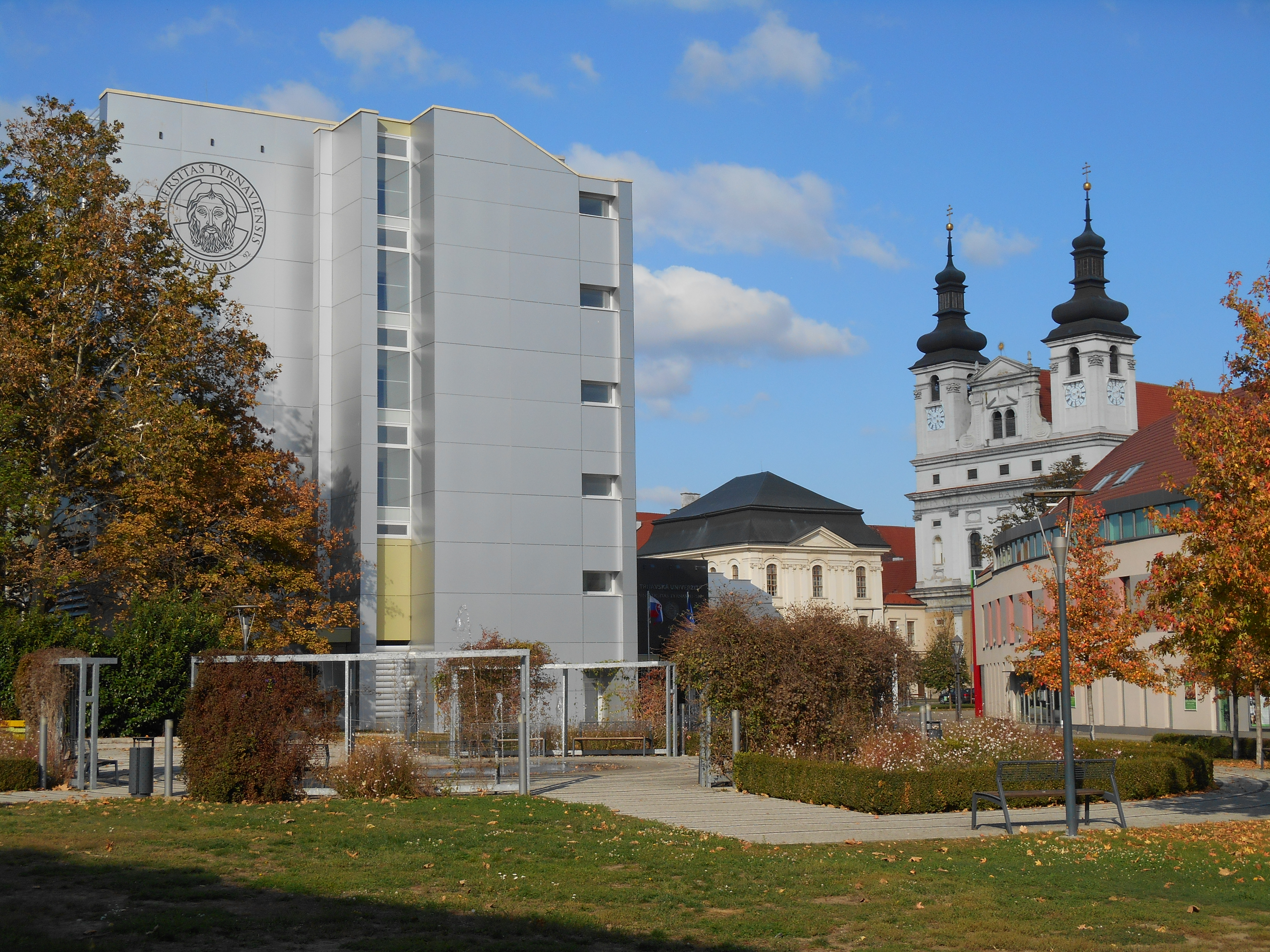
Trnavská univerzita: vlevo moderní budova nové univerzity, vpravo trnavská katedrála s jezuitskou kolejí Královské akademie.

### Původní univerzita
V Trnavě byla již roku 1635 založena Královská uherská akademie, první vysoká škola v Uhrách, o jejíž založení se zasloužil ostřihomský arcibiskup kardinál Péter Pázmány. 
Měla fakultu svobodných umění a fakultu teologickou, roku 1669 přibyla fakulta právnická a roku 1769 lékařská. 
Roku 1777 však byla uherská akademie přesunuta do Budapešti a jejím právním nástupcem je Univerzita Lóránda Eötvöse v Budapešti. Současná Trnavská univerzita tak není pokračovatelkou této tradice.

### Nová univerzita
Nová Trnavská univerzita byla založena roku 1992, prvním rektorem byl prof. RNDr. Anton Hajduk. Má fakultu filozofickou, pedagogickou, právnickou a fakultu zdravotnictví a sociální práce, které sídlí v Trnavě, a fakultu teologickou v Bratislavě. 
Rektorem školy je od roku 2024 prof. ThLic. Miloš Lichner SJ, D.Th., někdejší děkan teologické fakulty této univerzity.